# Списак музичких албума објављених у 2013. години
Овај чланак садржи списак музичких албума који су објављени током 2013. године.

## Јануар
- (7.) Merz - No Compass Will Find Home
- (8.) Broadcast - Berberian Sound Studio
- (8.) Dropkick Murphys - Signed and Sealed in Blood
- (8.) Pere Ubu - Lady from Shanghai
- (14.) Everything Everything - Arc
- (14.) New Order - Lost Sirens
- (14.) Villagers - {Awayland}
- (15.) A$AP Rocky - Long.Live.A$AP
- (15.) Christopher Owens - Lysandre
- (15.) Pantha Du Prince & The Bell Laboratory - Elements of Light
- (15.) Yo La Tengo - Fade
- (21.) The Mavericks - In Time
- (22.) Bad Religion - True North
- (22.) Foxygen - We Are the 21st Century Ambassadors of Peace & Magic
- (22.) Jose James - No Beginning and No End
- (22.) Ra Ra Riot - Beta Love
- (22.) Retribution Gospel Choir - 3
- (22.) Sarah Brightman - Dreamchaser
- (22.) The Growlers - Hung at Heart
- (22.) Toro y Moi - Anything in Return
- (22.) Torres - Torres
- (25.) Ian Pooley - What I Do
- (28.) Biffy Clyro - Opposites
- (28.) Delphic - Collections
- (29.) Adam Green & Binki Shapiro - Adam Green & Binki Shapiro
- (29.) Ben Harper & Charlie Musselwhite - Get Up!
- (29.) Ducktails - The Flower Lane
- (29.) Eric Burdon - Til Your River Runs Dry
- (29.) Kris Kristofferson - Feeling Mortal
- (29.) Lisa Loeb - No Fairy Tale
- (29.) Mice Parade - Candela
- (29.) Tegan & Sara - Heartthrob
- (29.) The Ruby Suns - Christopher

## Фебруар
- (2.) My Bloody Valentine - m b v
- (4.) The Courteeners - Anna
- (5.) Chris Stamey - Lovesick Blues
- (5.) Darkstar - News from Nowhere
- (5.) Eels - Wonderful, Glorious
- (5.) Jim James - Regions of Light and Sound of God
- (5.) Richard Thompson - Electric
- (5.) Robert DeLong - Just Movement
- (5.) Ron Sexsmith - Forever Endeavour
- (5.) Tosca - Odeon
- (5.) Unknown Mortal Orchestra - II
- (7.) Autechre - Exai
- (8.) Bullet for My Valentine - Temper Temper
- (11.) Anaïs Mitchell & Jefferson Hamer - Child Ballads
- (11.) Foals - Holy Fire
- (11.) Ocean Colour Scene - Painting
- (12.) Lisa Germano - No Elephants
- (18.) Jamie Lidell - Jamie Lidell
- (18.) Nick Cave & The Bad Seeds - Push the Sky Away
- (19.) Bonnie 'Prince' Billy & Dawn McCarthy - What the Brothers Sang
- (19.) Mark Kozelek - Like Rats
- (25.) Ed Harcourt - Back into the Woods
- (25.) Gemma Ray - Down Baby Down
- (25.) Nicole Willis & The Soul Investigators - Tortured Soul
- (26.) Alice Russel - To Dust
- (26.) Atoms for Peace - Amok
- (26.) Autre Ne Veut - Anxiety
- (26.) Bilal - A Love Surreal
- (26.) Cappadonna - Eyrth, Wynd and Fyre
- (26.) Emmylou Harris & Rodney Crowell - Old Yellow Moon
- (26.) Johnny Marr - The Messenger
- (26.) Sally Shapiro - Somewhere Else
- (26.) Shout Out Louds - Optica

## Март
- (4.) Bastille - Bad Blood
- (4.) Charlotte Church - Two
- (4.) Dido - Girl Who Got Away
- (4.) Julia Kent - Character
- (4.) Kate Nash - Girl Talk
- (4.) Stereophonics - Graffiti on the Train
- (5.) Boz Scaggs - Memphis
- (5.) Jimi Hendrix - People, Hell and Angels
- (5.) Josh Ritter - The Beast in Its Tracks
- (5.) Madeleine Peyroux - The Blue Room
- (5.) Rhye - Woman
- (5.) Robyn Hitchcock - Love from London
- (5.) Son Volt - Honky Tonk
- (5.) They Might Be Giants - Nanobots
- (8.) Bon Jovi - What About Now
- (11.) Brandt Brauer Frick - Miami
- (11.) Hurts - Exile
- (11.) John Grant - Pale Green Ghosts
- (12.) David Bowie - The Next Day
- (12.) Devendra Banhart - Mala
- (12.) Eric Clapton - Old Sock
- (12.) The Delfonics - Adrian Younge Presents The Delfonics
- (12.) The Mary Onettes - Hit the Waves
- (18.) Daughter - If You Leave
- (18.) Mélanie De Biasio - No Deal
- (18.) Suede - Bloodsports
- (18.) will.i.am - #willpower
- (19.) Billy Bragg - Tooth & Nails
- (19.) Black Rebel Motorcycle Club - Specter at the Feast
- (19.) Josh Rouse - The Happiness Waltz
- (19.) Justin Timberlake - The 20/20 Experience
- (19.) Kacey Musgraves - Same Trailer Different Park
- (19.) Low - The Invisible Way
- (19.) Phosphorescent - Muchacho
- (25.) Alizée - 5
- (25.) Edwyn Collins - Understated
- (25.) Peace - In Love
- (26.) Blu - York
- (26.) Depeche Mode - Delta Machine
- (26.) Lil Wayne - I Am Not a Human Being II
- (26.) OneRepublic - Native
- (26.) The Strokes - Comedown Machine
- (26.) Wavves - Afraid of Heights
- (26.) Wire - Change Becomes Us
- (27.) Parov Stelar - The Invisible Girl

## Април
- (1.) The Leisure Society - Alone Aboard the Ark
- (1.) Wiley - The Ascent
- (2.) A Hawk and a Hacksaw - You Have Already Gone to the Other World
- (2.) Alkaline Trio - My Shame Is True
- (2.) Banco de Gaia - Apollo
- (2.) Bassekou Koyate & Ngoni Ba - Jama Ko
- (2.) Bonobo - The North Borders
- (2.) British Sea Power - Machineries of Joy
- (2.) Charles Bradley - Victim of Love
- (2.) Cold War Kids - Dear Miss Lonelyhearts
- (2.) Empress Of - Systems
- (2.) Hiss Golden Messenger - Haw
- (2.) Los Amigos Invisibles - Repeat After Me
- (2.) Mudhoney - Vanishing Point
- (2.) New Kids on the Block - 10
- (2.) Rilo Kiley - Rkives
- (2.) Telekinesis - Dormarion
- (2.) The Besnard Lakes - Until in Excess, Imperceptible UFO
- (2.) The Flaming Lips - The Terror
- (2.) Tyler, The Creator - Wolf
- (2.) Bill Ryder-Jones - A Bad Wind Blows in My Heart
- (8.) James Blake - Overgrown
- (8.) The Knife - Shaking the Habitual
- (9.) Dawes - Stories Don't End
- (9.) Kurt Vile - Wakin on a Pretty Daze
- (9.) Orchestral Manoeuvres in the Dark - English Electric
- (9.) Paramore - Paramore
- (9.) The House of Love - She Paints Words in Red
- (15.) Charli XCX - True Romance
- (15.) Major Lazer - Free the Universe
- (16.) Fall Out Boy - Save Rock'n'Roll
- (16.) Ghostface Killah - Twelve Reasons to Die
- (16.) Iron & Wine - Ghost on Ghost
- (16.) John Parish - Screenplay
- (16.) Kid Cudi - Indicud
- (16.) N.O.R.E. - Student of the Game
- (16.) Steve Earle - The Low Highway
- (16.) The Thermals - Desperate Ground
- (16.) Yeah Yeah Yeahs - Mosquito
- (21.) The Boy Least Likely To - The Great Perhaps
- (22.) Michael Buble - To Be Loved
- (22.) Miss Kittin - Calling from the Stars
- (22.) Phoenix - Bankrupt!
- (23.) Har Mar Superstar - Bye Bye 17
- (23.) Snoop Lion - Reincarnated
- (23.) Steve Martin & Edie Brickell - Love Has Come for You
- (23.) The Veils - Time Stays, We Go
- (23.) Young Galaxy - Ultramarine
- (26.) De-Phazz - Naive
- (28.) Blue - Roulette
- (29.) Holy Sons - My Only Warm Coal
- (29.) Hugh Laurie - Didn't It Rain
- (29.) Rudimental - Home
- (29.) The Phoenix Foundation - Fandango
- (29.) The Pigeon Detectives - We Met at Sea
- (30.) !!! - THR!!!ER
- (30.) Akron/Family - Sub Verses
- (30.) Deep Purple - Now What?!
- (30.) Guided by Voices - English Little League
- (30.) Hanni El Khatib - Head in the Dirt
- (30.) Iggy Pop & The Stooges - Ready to Die
- (30.) LL Cool J - Authentic
- (30.) Neon Neon - Praxis Make Perfect
- (30.) Spin Doctors - If the River Was Whiskey

## Мај
- (1.) Dean Blunt - The Redeemer
- (3.) Armin Van Buuren - Intense
- (3.) Caro Emerald - The Shocking Miss Emerald
- (6.) Ghostpoet - Some Say I So I Say Light
- (6.) Noah and the Whale - Heart of Nowhere
- (6.) Primal Scream - More Light
- (6.) Public Service Broadcasting - Inform-Educate-Entertain
- (6.) Savages - Silence Yourself
- (6.) Van Dyke Parks - Songs Cycled
- (7.) Deerhunter - Monomania
- (7.) Karl Hyde - Edgeland
- (7.) Little Boots - Nocturnes
- (7.) Mikal Cronin - MCII
- (7.) Patty Griffin - American Kid
- (7.) Rod Stewart - Time
- (7.) She & Him - Volume 3
- (7.) Talib Kweli - Prisoner of Conscious
- (10.) Agnetha Fältskog - A
- (13.) The Boxer Rebellion - Promises
- (13.) The Fall - Re-Mit
- (13.) Zaz - Recto Verso
- (14.) Demi Lovato - Demi
- (14.) Eve - Lip Lock
- (14.) MS MR - Secondhand Rapture
- (14.) The Dillinger Escape Plan - One of Us Is the Killer
- (14.) The Handsome Family - Wilderness
- (14.) Vampire Weekend - Modern Vampires of the City
- (20.) Jamie Cullum - Momentum
- (20.) Texas - The Conversation
- (21.) 30 Seconds to Mars - Love, Lust, Faith and Dreams
- (21.) Club 8 - Above the City
- (21.) Daft Punk - Random Access Memories
- (21.) The National - Trouble Will Find Me
- (27.) CocoRosie - Tales of a GrassWidow
- (27.) Laura Marling - Once I Was an Eagle
- (28.) Aceyalone - Leanin' on Stick
- (28.) Alice in Chains - The Devil Put Dinosaurs Here
- (28.) Baths - Obsidian
- (28.) Cécile McLorin Salvant - WomanChild
- (28.) John Fogerty - Wrote a Song for Everyone
- (28.) The Polyphonic Spree - Yes, It's True
- (28.) Tricky - False Idols

## Јун
- (2.) Disclosure - Settle
- (2.) Husky Rescue - The Long Lost Friend
- (3.) Jon Hopkins - Immunity
- (3.) Miles Kane - Don't Forget Who You Are
- (3.) The Orb & Lee 'Scratch' Perry - More Tales from the Orbservatory
- (4.) Barenaked Ladies - Grinning Streak
- (4.) Camera Obscura - Desire Lines
- (4.) City and Colour - The Hurry and the Harm
- (4.) Eleanor Friedberger - Personal Record
- (4.) Megadeth - Super Collider
- (4.) Pokey LaFarge - Pokey LaFarge
- (4.) Queens of the Stone Age - ...Like Clockwork
- (4.) Rogue Wave - Nightingale Floors
- (4.) Thundercat - Apocalypse
- (10.) Beady Eye - BE
- (10.) Bomb the Bass - In the Sun
- (10.) KT Tunstall - Invisible Empire // Crescent Moon
- (11.) Black Sabbath - 13
- (11.) Boards of Canada - Tomorrow's Harvest
- (11.) CSS - Planta
- (11.) Deafheaven - Sunbather
- (11.) Emika - Dva
- (11.) Goo Goo Dolls - Magnetic
- (11.) Jason Isbell - Southeastern
- (11.) Jimmy Eat World - Damage
- (11.) Mathew Jonson - Her Blurry Pictures
- (11.) Mick Harvey - Four (Acts of Love)
- (14.) Kodaline - In a Perfect World
- (17.) Sigur Rós - Kveikur
- (17.) The Electric Soft Parade - Idiots
- (18.) Bill Frisell - Big Sur
- (18.) Empire of the Sun - Ice on the Dune
- (18.) J. Cole - Born Sinner
- (18.) Kanye West - Yeezus
- (18.) Kelly Rowland - Talk a Good Game
- (18.) Quasimoto - Yessir Forever
- (18.) Tunng - Turbines
- (21.) Fat Freddy's Drop - Blackbird
- (21.) Lloyd Cole - Standards
- (21.) Molly Nilsson - The Travels
- (23.) Matthew Herbert - The End of Silence
- (24.) Nitin Sawhney - OneZero
- (25.) Booker T. Jones - Sound the Alarm
- (25.) Femi Kuti - No Place for My Dream
- (25.) India Arie - Songversation
- (25.) Mavis Staples - One True Vine
- (25.) Slum Village - Evolution
- (26.) Run the Jewels - Run the Jewels

## Јул
- (1.) Editors - The Weight of Your Love
- (1.) Phaeleh - Tides
- (2.) Owen - L'Ami du Peuple
- (4.) Jay Z - Magna Carta Holy Grail
- (8.) Six by Seven - Love and Peace and Sympathy
- (9.) Ciara - Ciara
- (9.) Robert Pollard - Honey Locust Honky Tonk
- (15.) Darren Hayman & The Short Parliament - Bugbears
- (15.) David Lynch - The Big Dream
- (15.) Pet Shop Boys - Electric
- (16.) Mayer Hawthorne - Where Does This Door Go
- (16.) Sara Bareilles - The Blessed Unrest
- (22.) Grant Hart - The Argument
- (23.) Gogol Bordello - Pura Vida Conspiracy
- (23.) Guy Clark - My Favourite Picture of You
- (23.) Marc Anthony - 3.0
- (23.) Selena Gomez - Stars Dance
- (29.) AlunaGeorge - Body Music
- (29.) Luke Haines - Rock and Roll Animals
- (30.) Backstreet Boys - In a World Like This
- (30.) Buddy Guy - Rhythm & Blues
- (30.) Michael Franti & Spearhead - All People
- (30.) Robin Thicke - Blurred Lines

## Август
- (6.) Superhumanoids - Exhibitionists
- (9.) RÜFÜS - Atlas
- (9.) White Lies - Big TV
- (13.) Glen Campbell - See You There
- (13.) Sam Phillips - Push Any Button
- (13.) Valerie June - Pushin' Against a Stone
- (19.) Charlotte Church - Three
- (19.) Julia Holter - Loud City Song
- (19.) Laura Veirs - Warp and Weft
- (20.) John Mayer - Paradise Valley
- (20.) Mark Kozelek & Desertshore - Mark Kozelek & Desertshore
- (20.) No Age - An Object
- (20.) Superchunk - I Hate Music
- (20.) Travis - Where You Stand
- (20.) Ty Segall - Sleeper
- (20.) Zola Jesus - Versions
- (23.) Dean Blunt - Stone Island
- (27.) Avenged Sevenfold - Hail to the King
- (27.) Franz Ferdinand - Right Thoughts, Right Words, Right Action
- (27.) The Dodos - Carrier
- (30.) Ariana Grande - Yours Truly
- (30.) John Legend - Love in the Future

## Септембар
- (2.) Babyshambles - Sequel to the Prequel
- (2.) Glasvegas - Later... When the TV Turns to Static
- (2.) UB40 - Getting Over the Storm
- (3.) Califone - Stitches
- (3.) Neko Case - The Worse Things Get, the Harder I Fight, the Harder I Fight, the More I Love You
- (3.) Nine Inch Nails - Hesitation Marks
- (3.) Okkervil River - The Silver Gymnasium
- (3.) Richard Buckner - Surrounded
- (3.) The 1975 - The 1975
- (9.) Arcade Fire - Reflektor
- (9.) Arctic Monkeys - AM
- (9.) Goldfrapp - Tales of Us
- (9.) Katatonia - Dethroned & Uncrowned
- (9.) Múm - Smilewound
- (10.) Emilíana Torrini - Tookah
- (10.) Gipsy Kings - Savor Flamenco
- (10.) Janelle Monáe - The Electric Lady
- (10.) Lissie - Back to Forever
- (10.) Mark Knopfler - Privateering
- (10.) Sheryl Crow - Feels Like Home
- (10.) The Stepkids - Troubadour
- (10.) The Weeknd - Kiss Land
- (15.) Diana Vickers - Music to Make Boys Cry
- (16.) 65daysofstatic - Wild Light
- (16.) Avicii - True
- (16.) Birdy - Fire Within
- (16.) Crystal Stilts - Nature Noir
- (16.) Elton John - The Diving Board
- (16.) Katie Melua - Ketevan
- (16.) Manic Street Preachers - Rewind the Film
- (16.) Mark Lanegan - Imitations
- (16.) Placebo - Loud Like Love
- (16.) Sebadoh - Defend Yourself
- (17.) Bill Callahan - Dream River
- (17.) Elvis Costello & The Roots - Wise Up Ghost
- (17.) Islands - Ski Mask
- (17.) Jack Johnson - From Here to Now to You
- (17.) MGMT - MGMT
- (17.) Nathaniel Rateliff - Falling Faster Than You Can Run
- (17.) Nightmares on Wax - Feelin' Good
- (17.) The Dirtbombs - Ooey Gooey Chewy Ka-blooey!
- (17.) The Naked and Famous - In Rolling Waves
- (17.) The Sadies - Internal Sounds
- (17.) The Watson Twins - Pioneer Lane
- (17.) Tom Odell - Long Way Down
- (17.) Yoko Ono Plastic Ono Band - Take Me to the Land of Hell
- (20.) Cher - Closer to the Truth
- (20.) Dream Theater - Dream Theater
- (20.) Jason Derulo - Tattoos
- (20.) Sting - The Last Ship
- (23.) Jessie J - Alive
- (23.) Peter Gabriel - And I'll Scratch Yours
- (24.) Au Revoir Simone - Move in Spectrums
- (24.) CHVRCHES - The Bones of What You Believe
- (24.) Drake - Nothing Was the Same
- (24.) Gov't Mule - Shout!
- (24.) Jon McLaughlin - Holding My Breath
- (24.) Kelley Stoltz - Double Exposure
- (24.) Kings of Leon - Mechanical Bull
- (24.) Mazzy Star - Seasons of Your Day
- (24.) Sarah Jarosz - Build Me Up from Bones
- (24.) The Internet - Feel Good
- (24.) Trentemøller - Lost
- (30.) Basia Bulat - Tall Tall Shadow
- (30.) Blitzen Trapper - VII
- (30.) Dave Stewart - Lucky Numbers
- (30.) Dizzee Rascal - The Fifth
- (30.) Haim - Days Are Gone
- (30.) Kitchens of Distinction - Folly
- (30.) Lorde - Pure Heroine
- (30.) Nelly - M.O.
- (30.) Soulfly - Savages
- (30.) The Field - Cupid's Head
- (30.) Turin Brakes - We Were Here

## Октобар
- (1.) Dr. Dog - B-Room
- (1.) Echosmith - Talking Dreams
- (1.) Milky Chance - Sadnecessary
- (1.) Moby - Innocents
- (1.) Yuck - Glow & Behold
- (7.) NYPC - NYPC
- (7.) Prefab Sprout - Crimson/Red
- (7.) RJD2 - More Is Than Isn't
- (7.) The Feeling - Boy Cried Wolf
- (7.) The Fratellis - We Need Medicine
- (8.) Anna Calvi - One Breath
- (8.) Cage the Elephant - Melophobia
- (8.) Electric Six - Mustang
- (8.) Ezra Furman - Day of the Dog
- (8.) JR JR - The Speed of Things
- (8.) Korn - The Paradigm Shift
- (8.) Lee Ranaldo & The Dust - Last Night on Earth
- (8.) Miley Cyrus - Bangerz
- (8.) Of Montreal - Lousy With Sylvianbriar
- (8.) Panic! at the Disco - Too Weird to Live, Too Rare to Die!
- (8.) Patty Griffin - Silver Bell
- (8.) Pusha T - My Name Is My Name
- (8.) Sleigh Bells - Bitter Rivals
- (8.) Story of the Year - Page Avenue: 10 Years & Counting
- (8.) VV Brown - Samson & Delilah
- (14.) Gary Numan - Splinter (Songs from a Broken Mind)
- (14.) John Newman - Tribute
- (14.) Jonathan Wilson - Fanfare
- (14.) Morcheeba - Head Up High
- (14.) Teitur - Story Music
- (14.) Tim Hecker - Virgins
- (14.) Tindersticks - Across Six Leap Years
- (15.) Cass McCombs - Big Wheel and Others
- (15.) Cults - Static
- (15.) Four Tet - Beautiful Rewind
- (15.) Linda Thompson - Won't Be Long Now
- (15.) Mary J. Blige - A Mary Christmas
- (15.) Monster Magnet - Last Patrol
- (15.) Paul McCartney - New
- (15.) Pearl Jam - Lightning Bolt
- (21.) Euros Childs - Situation Comedy
- (21.) James Blunt - Moon Landing
- (21.) Motörhead - Aftershock
- (22.) Brandy Clark - 12 Stories
- (22.) Cage - Kill the Architect
- (22.) Katy Perry - Prism
- (22.) Omar Souleyman - Wenu Wenu
- (25.) Sepultura - The Mediator Between Head and Hands Must Be the Heart
- (28.) Boy George - This Is What I Do
- (29.) Diane Coffee - My Friend Fish
- (29.) Juana Molina - Wed 21
- (29.) Kelly Clarkson - Wrapped in Red
- (29.) Kid606 - Happiness
- (29.) Lily & Madeleine - Lily & Madeleine
- (29.) Los Campesinos! - No Blues
- (29.) Los Lobos - Disconnected in New York City
- (29.) Robert Glasper Experiment - Black Radio 2
- (29.) Schneider TM - Guitar Sounds
- (29.) Sky Ferreira - Night Time, My Time
- (29.) Susan Boyle - Home for Christmas
- (29.) White Denim - Corsicana Lemonade

## Новембар
- (1.) Avril Lavigne - Avril Lavigne
- (1.) Booka Shade - Eve
- (4.) Howe Gelb - The Coincidentalist
- (4.) Tinie Tempah - Demonstration
- (5.) Black Flag - What The...
- (5.) Celine Dion - Loved Me Back to Life
- (5.) Cut Copy - Free Your Mind
- (5.) Eminem - The Marshall Mathers LP 2
- (5.) M.I.A. - Matangi
- (5.) Midlake - Antiphon
- (8.) Little Mix - Salute
- (8.) Neil Finn & Paul Keely - Goin' Your Way
- (11.) Erasure - Snow Globe
- (11.) Jhene Aiko - Sail Out
- (11.) Kellie Pickler - The Woman I Am
- (11.) Lady Gaga - Artpop
- (11.) Psapp - What Makes Us Glow
- (11.) Sébastien Tellier - Confection
- (11.) Throwing Muses - Purgatory/Paradise
- (11.) Roger Taylor - Fun on Earth
- (12.) Matthew Sweet & Susanna Hoffs - Under the Covers, Vol. 3
- (12.) Parov Stelar - The Art of Sampling
- (12.) The Thing - Boot!
- (12.) Wooden Shjips - Back to Land
- (15.) Hooverphonic - Reflection
- (15.) Sleaford Mods - Austerity Dogs
- (18.) Jake Bugg - Shangri La
- (18.) Nils Frahm - Spaces
- (18.) Robbie Williams - Swing Both Ways
- (25.) Brendan Benson - You Were Right
- (25.) Billie Joe Armstrong & Norah Jones - Foreverly
- (25.) One Direction - Midnight Memories
- (26.) Shearwater - Fellow Travelers

## Децембар
- (2.) British Sea Power - From the Sea to the Land Beyond
- (2.) Goat - Live Ballroom Ritual
- (3.) Boston - Life, Love & Hope
- (3.) Britney Spears - Britney Jean
- (3.) Xiu Xiu - Nina
- (10.) R. Kelly - Black Panties
- (10.) Robert Pollard - Blazing Gentlemen
- (13.) Beyoncé - Beyoncé
- (15.) Talib Kweli - Gravitas
- (17.) B.o.B. - Underground Luxury